# Postscheckamt Breslau

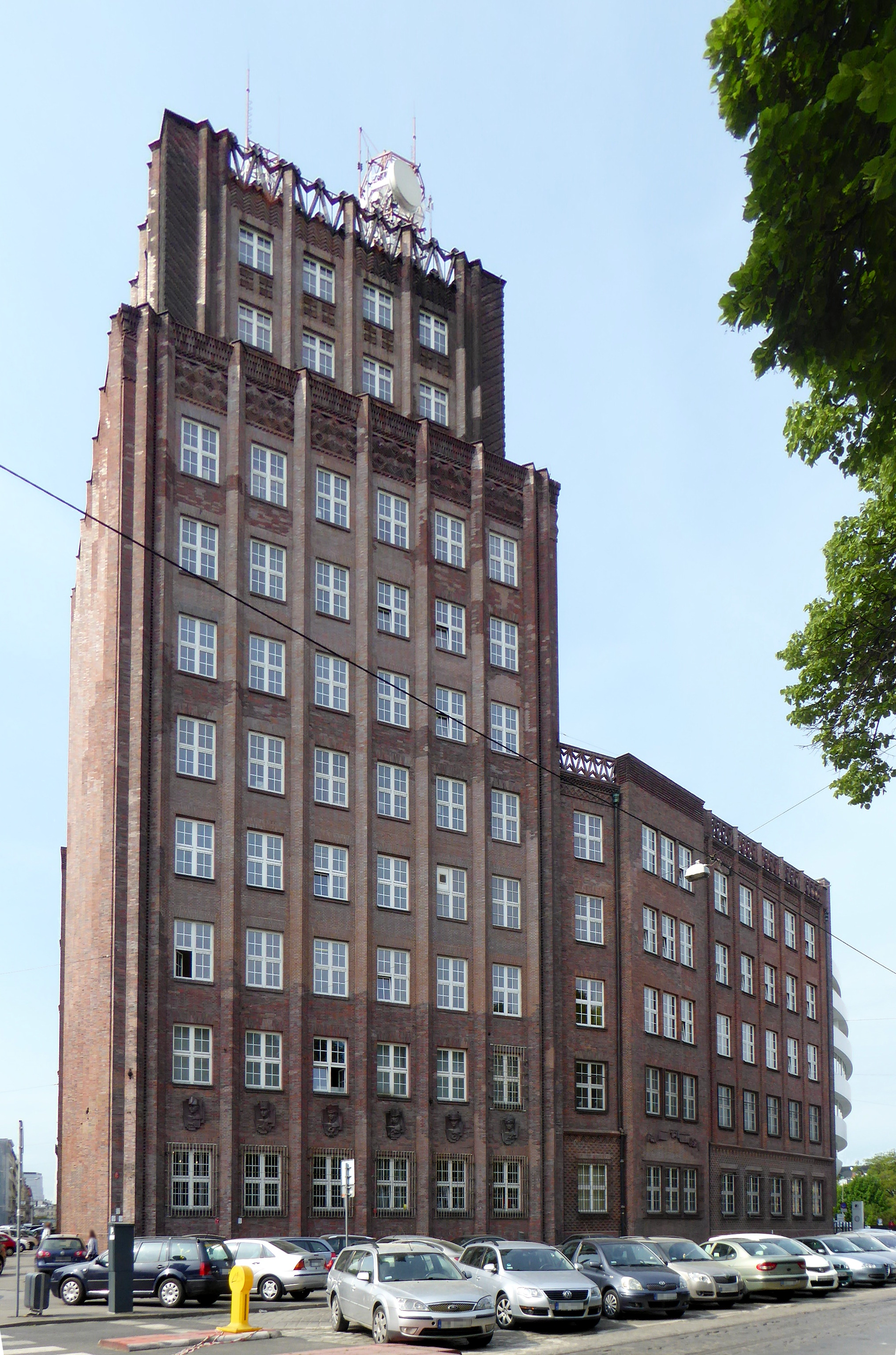
Postscheckamt Breslau mit Hochhaus (2017)

Das Postscheckamt Breslau der Deutschen Reichspost wurde von 1927 bis 1929 im Stil des Backsteinexpressionismus erbaut. Das elfgeschossige und 43 Meter hohe Hochhaus in dem Gebäudekomplex war das zweithöchste Hochhaus in Europa östlich von Berlin, nach dem PAST-Gebäude in Warschau; siehe hierzu auch die Liste der historischen Hochhäuser in Deutschland. Heute ist das Gebäude ein Baudenkmal und beherbergt unter anderem das polnische Post- und Telekommunikationsmuseum.

## Beschreibung
Das Gebäude des Postscheckamts Breslau wurde auf dem Gelände eines ehemaligen Militärfriedhofs errichtet. Es entstand auf einem länglichen, dreieckförmigen Grundstück östlich der Altstadt von Breslau in der Feldstraße (heute: ul. Zygmunta Krasińskiego) und erstreckte sich von Am Ohlau-Ufer im Norden (heute: al. Juliusza Slowackiego) bis zur Klosterstraße im Süden (heute: ul. gen. Romualda Traugutta).
Der Komplex besteht aus einem elfgeschossigen Hochhaus an seiner Nordecke mit einem fünfgeschossigen Seitenflügel nach Westen und einem langgestreckten, fünfgeschossigen Mittelbau nach Süden, der von einem sechsgeschossigen Eckbau mit einem fünfgeschossigen, westlichen Seitenanbau gefangen wird. Das Gebäude hat eine Länge von 142 Meter und eine Breite von bis zu 47 Meter. Der Baukörper umfasst 74.000 m³ umbauten Raum. Das Hochhaus wurde als Eisenbeton-Fachwerkbau, dessen Gefache mit Ziegelwerk ausgebaut ist, errichtet. Alle anderen Gebäudeteile wurden in Ziegelmauerwerk ausgeführt. Gebaut wurde das Postscheckamt von der Huta Hoch- und Tiefbau, Breslau.

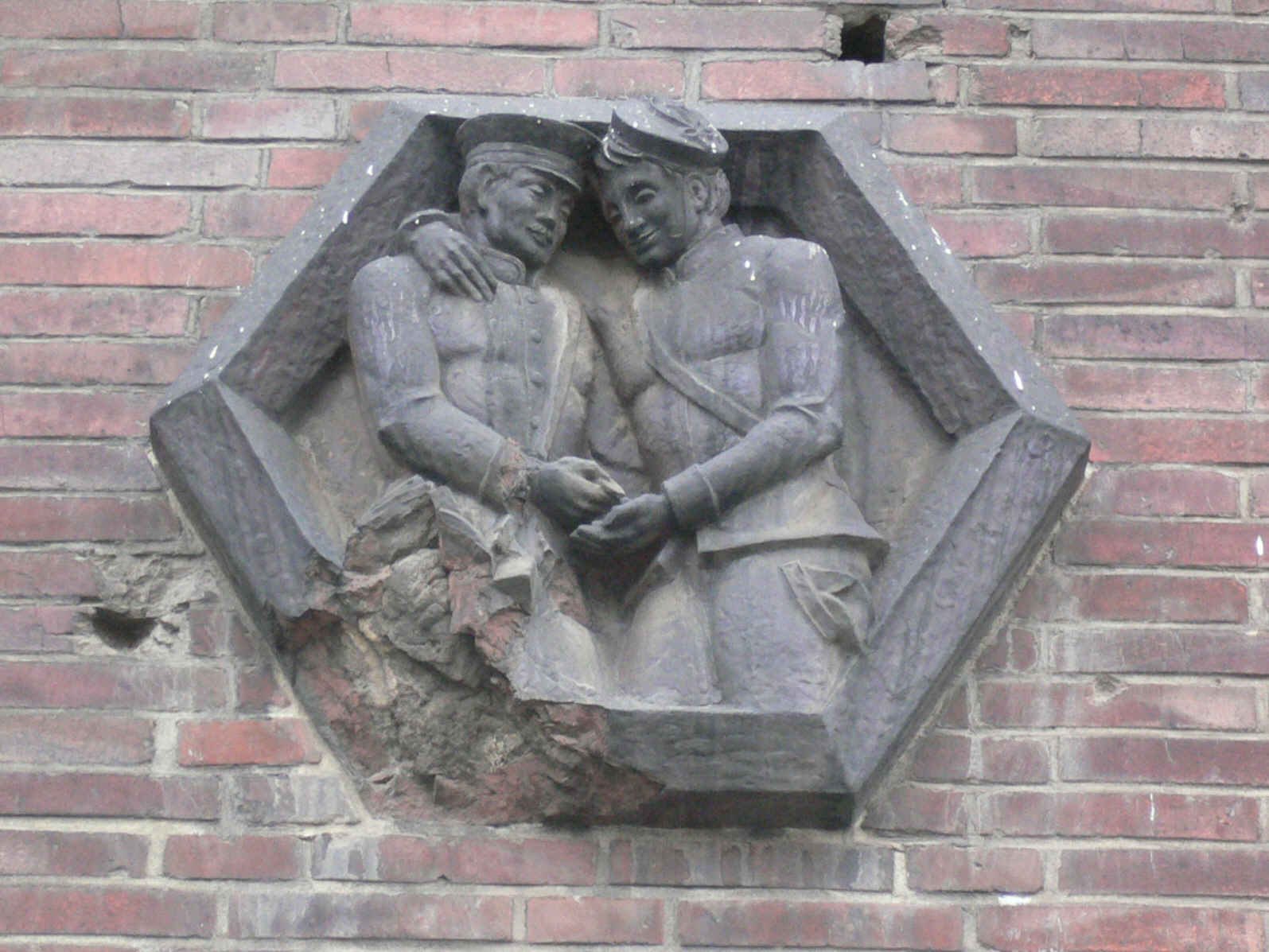
Medaillon von Felix Kupsch: Ein Student (Breslauer Preuße mit Preußen-Zirkel auf seiner Mütze und leerer Tasche) erhält vom Geldbriefträger seinen Monatswechsel

Die Fassade wurde mit blaurotem Ziegel im Oldenburger Format verkleidet, was dem modernistischen Bauwerk einen regionalen und historischen Charakter gibt, und sie wurde verziert mit expressionistischen Elementen und solchen, die sich an der Gotik orientieren, von Maßwerk inspirierte Balustraden und Netzgewölbe der Durchfahrten.
Die Fassade erhielt Reliefs aus Eisenklinker-Keramik, die der Bildhauer Felix Kupsch 1928 schuf. Es sind ein Relief am Seitenflügel und eine Portalumrahmung am Mittelbau, beide jeweils direkt neben dem Hochhaus, sowie 20 Medaillons: zwölf am Hochhaus mit Postillonköpfen aus verschiedenen Jahrhunderten und acht am südlichen Eckhaus mit Szenen aus dem Leben der Stadtbewohner, Arbeiter und Studenten in Breslau. Die Reliefs wurden hergestellt von der Ullersdorfer Werke AG, Nieder-Ullersdorf, Krs. Sorau, Niederlausitz.
Der Bau verfügt über drei Treppenhäuser mit Fahrstühlen und einen Paternosteraufzug. Die Ausgestaltung des Gebäudeinneren ist schlicht gehalten, wobei nur wenige Bauteile eine Hervorhebung aufweisen, wie etwa ein Treppenhaus mit farbiger Verglasung, Wandverkleidungen aus Keramikplatten im Bereich der Schalterhalle und farbige Wandkacheln in der Eingangshalle. Räume im Erdgeschoss und im ersten Stock wurden für den Publikumsverkehr genutzt. Bei den darüber liegenden Diensträumen des Personals handelt es sich vorwiegend um große Säle. Im Hochhaus befand sich die Schalterhalle und im sechsten bis elften Geschoss wurden Kassenbelege gelagert. Dem Personal stand eine Kantine zur Verfügung, zu der eine darüber liegende Dachterrasse zur Erholung der Angestellten gehörte. Für den Dienstbetrieb des Postscheckamtes wurde eine Rohrpostanlage betrieben.
Die Baukosten betrugen 3.150.000 Reichsmark. Davon wurden allein 290.000 Reichsmark für eine tiefere Gründung auf einem Pfahlrost aus Betonpfählen aufgewandt, da das Gebäude auf feuchten Baugrund am früheren Breslauer Stadtgraben als Teil des Festungsgürtels erbaut wurde.
Der Entwurf des Gebäudekomplexes stammt vom Regierungsbaumeister und späteren Oberpostbaurat Lothar Neumann (1891–1963), der auch die Bauleitung übernahm.
Das Gebäude Postscheckamt Breslau hat den Zweiten Weltkrieg und die Schlacht um Breslau weitgehend unbeschadet überstanden, während 65–80 Prozent der Gebäude in der Stadt und die Umgebung des Postscheckamts vollständig zerstört wurden. Nach dem Krieg diente der Bau der Polnischen Post als Hauptpostamt in Breslau. Seit 1956 wird es vom polnischen Post- und Telekommunikationsmuseum genutzt, dem einzigen Museum dieser Art in Polen.

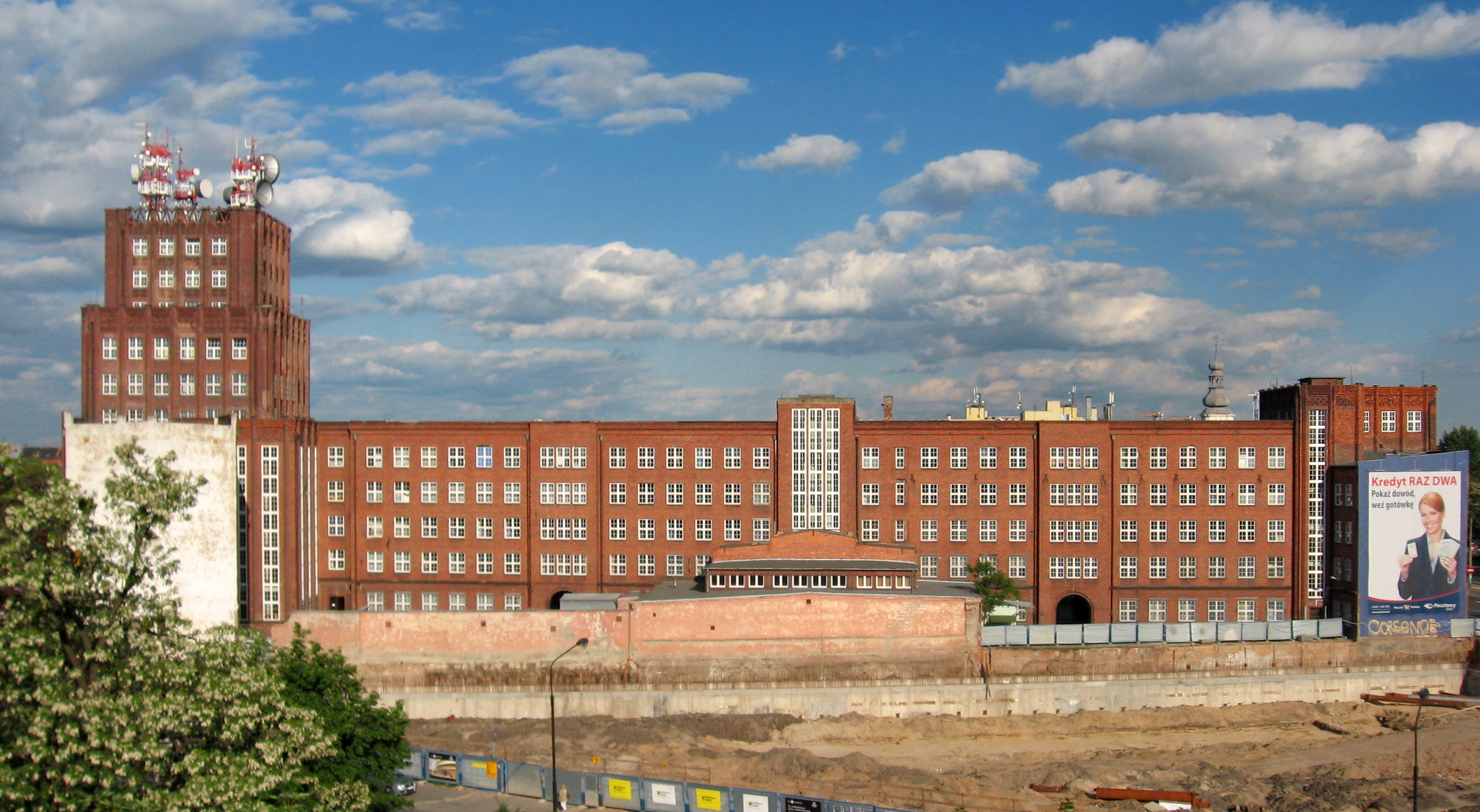
Blick auf die Westseite mit den beginnenden Bauarbeiten des Hilton-Hotels (2009)

Seit 2007 wurde der Bau des Kongresszentrums OVO Wrocław mit Hotel Hilton auf dem westlichen Nachbargrundstück des früheren Postscheckamtes geplant, das im März 2017 fertiggestellt wurde. Der Innenhof mit Restaurant und Café erlaubt einen Blick auf die Westseite des Postscheckamtes.

## Galerie

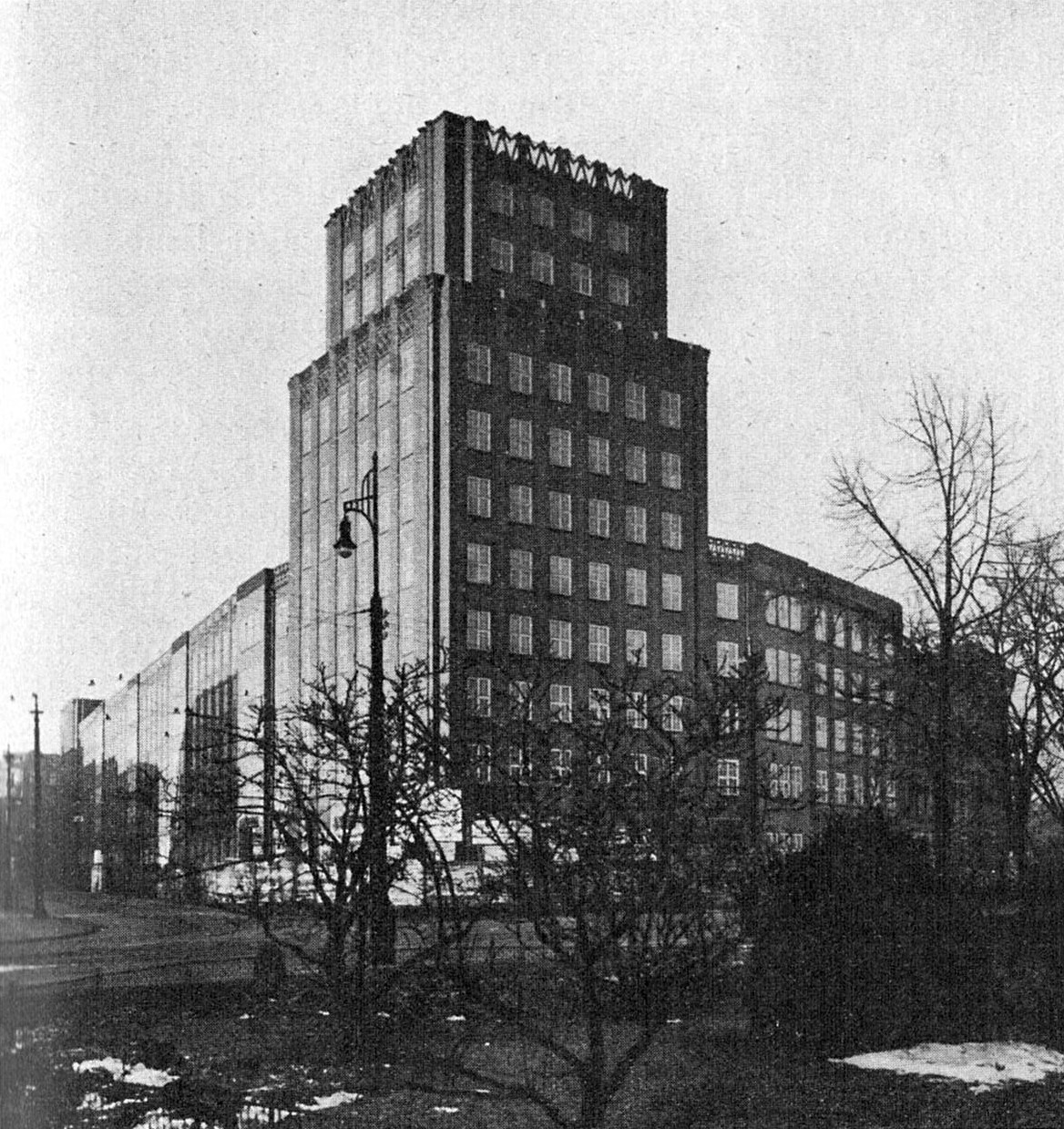
Ansicht um 1929
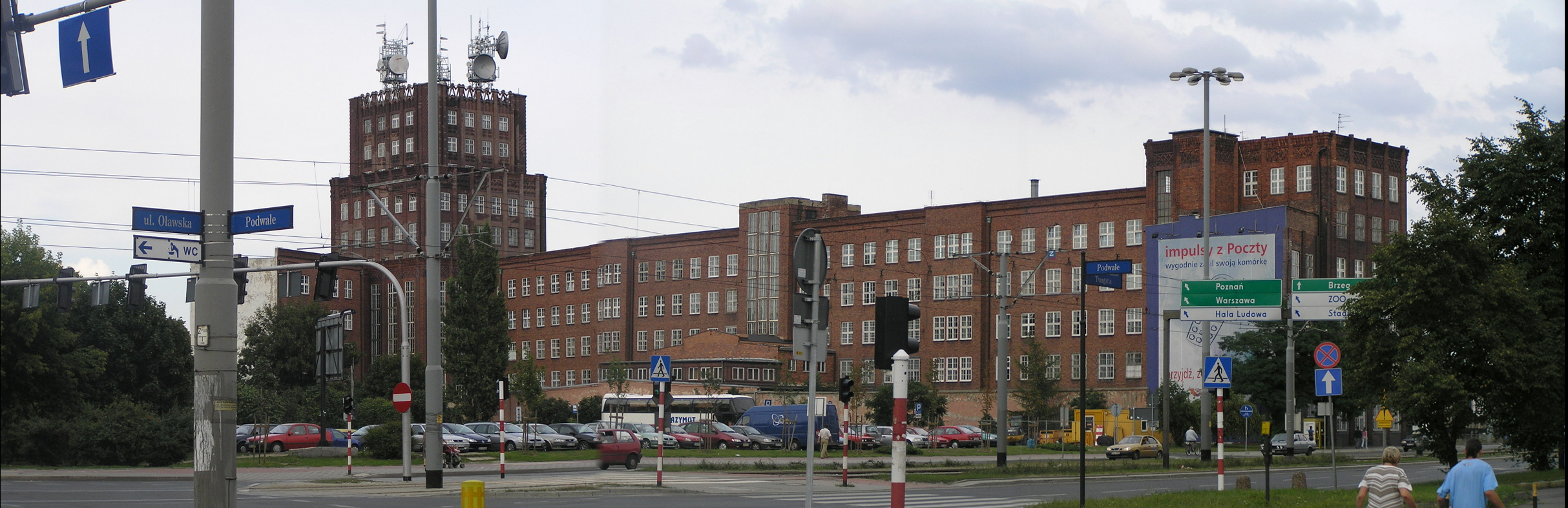
Postscheckamt Breslau von Südwesten
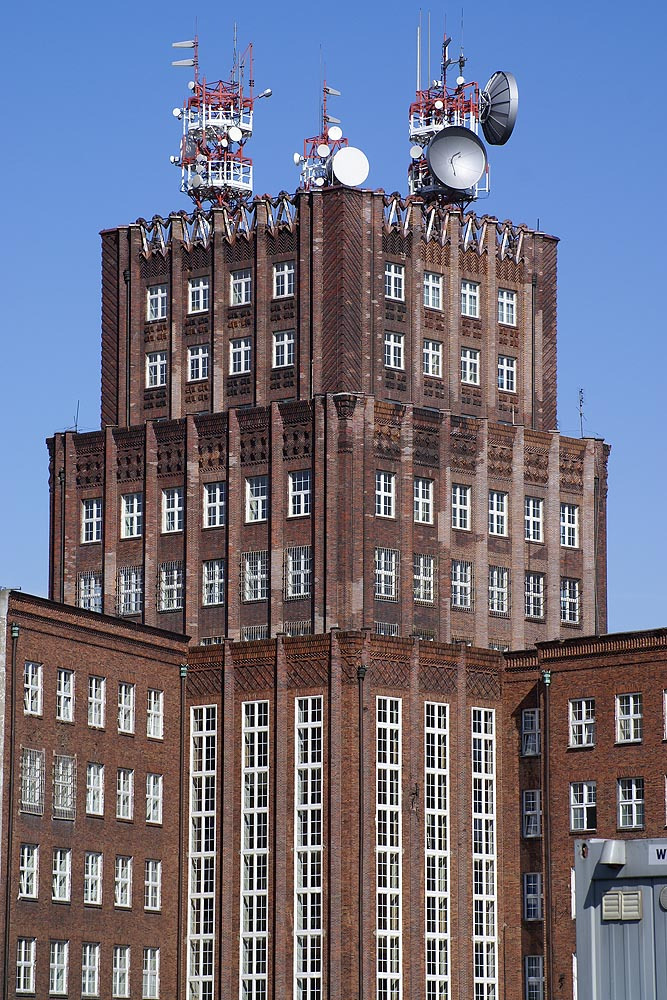
Hochhaus
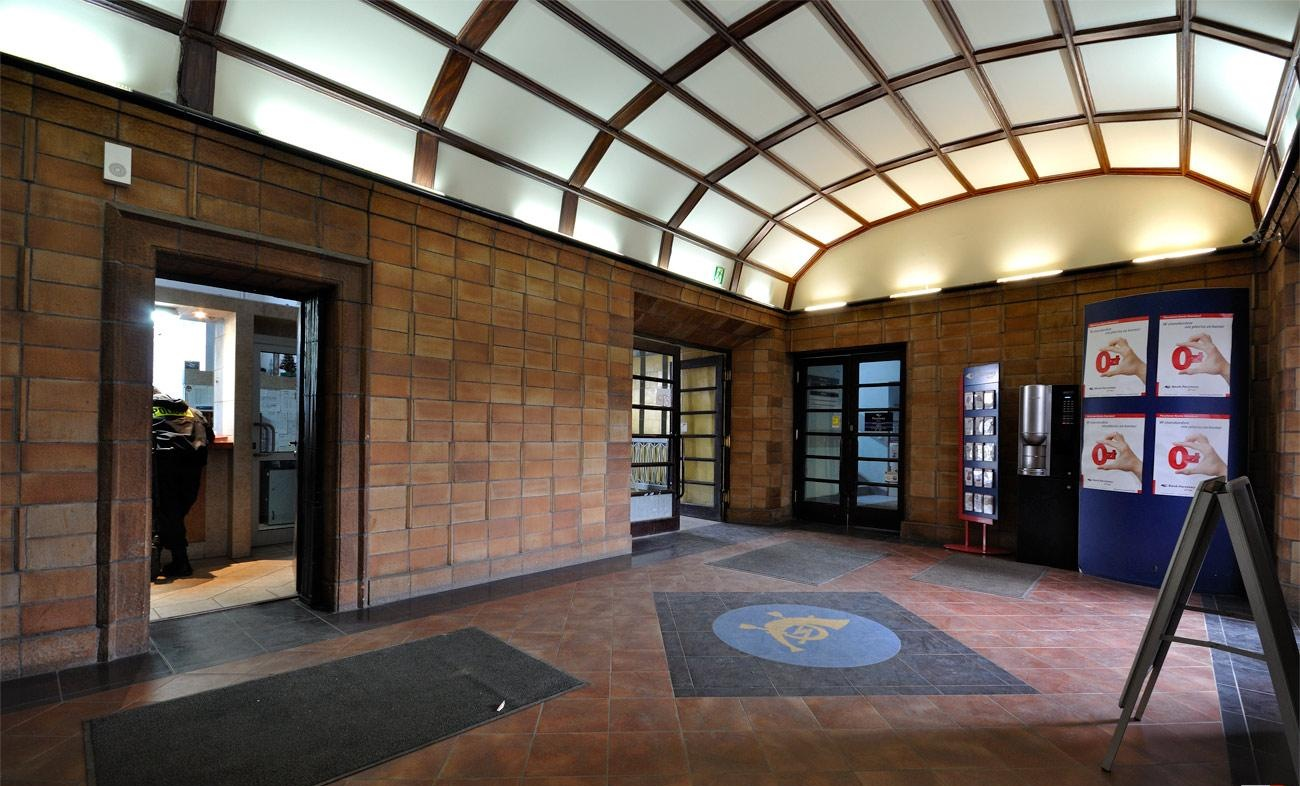
Eingangshalle
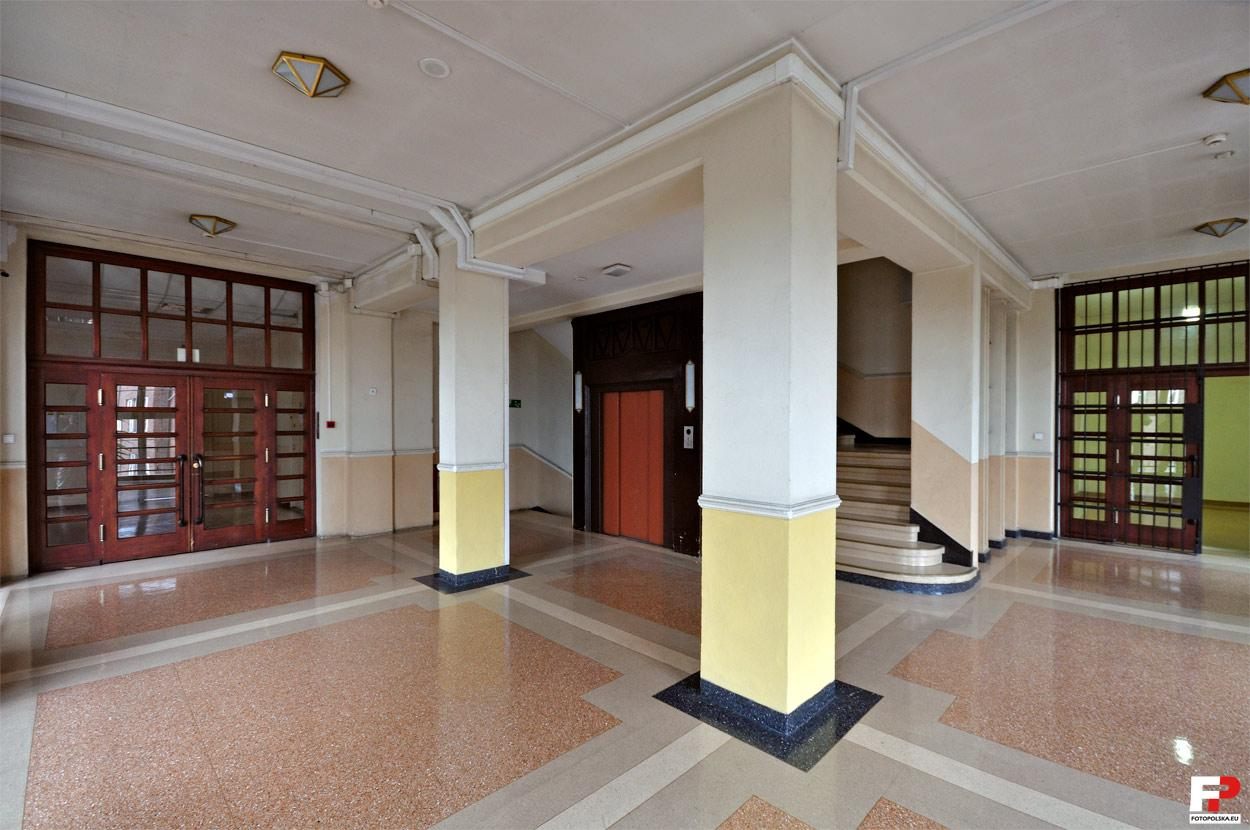
Blick ins Gebäudeinnere
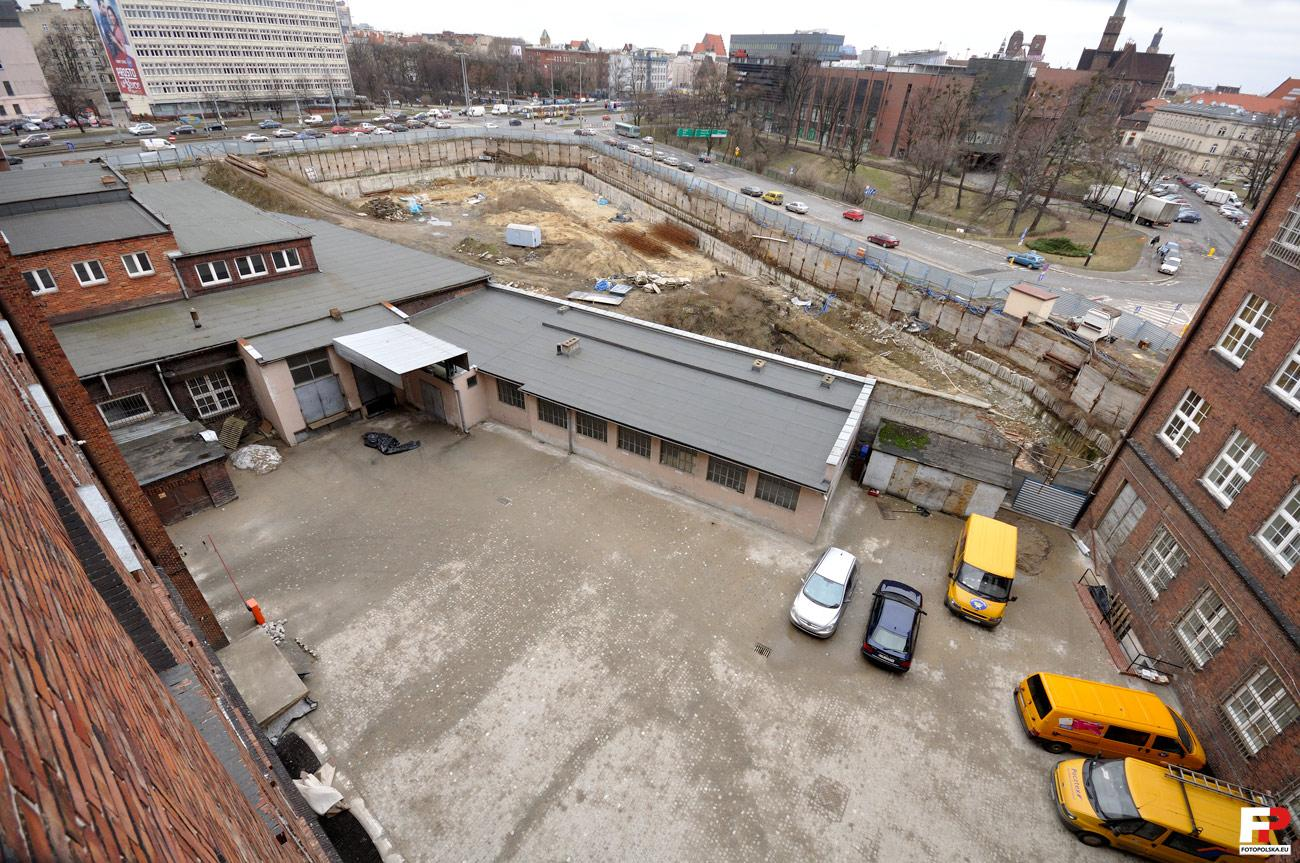
Blick vom Hochhaus nach Südwesten, wo auf der angrenzenden Baugrube das OVO Wrocław gebaut wird